# Johann Froitzheim
Johann Froitzheim (* 2. Mai 1847 in Nürnberg; † 12. August 1909 in Straßburg) war ein deutscher Lehrer und Goetheforscher.

## Leben
Froitzheim studierte  an der Rheinischen Friedrich-Wilhelms-Universität Bonn Klassische Philologie und Alte Geschichte. 1868 wurde er Mitglied der Landsmannschaft Teutonia Bonn, die 1875 zum Corps wurde. 1873 wurde er zum Dr. phil. promoviert. Er wurde  Lehrer am Realprogymnasium in Bischweiler, später Oberlehrer an der Neuen Realschule in Straßburg. Im Elsass stieß er auf Quellenmaterial zur deutschen Literatur des Sturm und Drang, das er in zahlreichen Artikeln und mehreren Büchern verarbeitete. Anstoß erregte er mit der Behauptung, Beweise für die Existenz eines unehelichen Kindes aus der Liebesbeziehung zwischen Johann Wolfgang von Goethe und Friederike Brion gefunden zu haben. Diese Demontage des zeitgenössischen Friederiken-Kults sorgte im wilhelminischen Deutschland für Empörung und wurde von Vertretern der akademischen Germanistik wie Erich Schmidt und Woldemar von Biedermann heftig attackiert.
Sein Sohn Otto Froitzheim wurde als Tennisspieler weltbekannt.

## Schriften
- Das Geburtsjahr der jüngeren Agrippina. Philologus. Zeitschrift für das klassische Alterthum 31, 1872, S. 185–188 (Digitalisat in der Google-Buchsuche-USA).
- Zur Quellenanalyse des Tacitus. In: Jahrbücher für classische Philologie. Band 20, (= Neue Jahrbücher für Philologie und Paedagogik. Jahrgang 44, Band 109). 1874, S. 201–205 (Digitalisat in der Google-Buchsuche-USA).
- Der Westfälische Frieden und Deutschlands Abtretungen an Frankreich. (Separatdruck aus dem Programm des Realprogymnasiums zu Bischweiler). Posth, Bischweiler 1876 (Digitalisat in der Google-Buchsuche-USA).
- Lenz, Goethe und Cleophe Fibich von Straßburg. Ein urkundlicher Kommentar zu Goethes Dichtung und Wahrheit. (Beiträge zur Landes- und Volkeskunde von Elsaß-Lothringen, Heft 4). J. H. Ed. Heitz (Heitz & Mündel), Straßburg 1888 (archive.org) (Google Books).
- Zu Straßburgs Sturm- und Drangperiode 1770–1776. Urkundliche Forschungen nebst einem ungedruckten Briefwechsel der Straßburgerin Luise König mit Karoline Herder aus dem Herder- und Röderer-Nachlaß (= Beiträge zur Landes- und Volkeskunde von Elsaß-Lothringen. Heft 7). J. H. Ed. Heitz (Heitz & Mündel), Straßburg 1888 (Digitalisat in der Google-Buchsuche-USA).
- Goethe und Heinrich Leopold Wagner. Ein Wort der Kritik an unsere Goethe-Forscher. (= Beiträge zur Landes- und Volkeskunde von Elsaß-Lothringen. Heft 10). J. H. Ed. Heitz (Heitz & Mündel), Straßburg 1889 (Digitalisat in der Google-Buchsuche-USA).
- Lenz und Goethe. Mit ungedruckten Briefen von Lenz, Herder, Lavater, Röderer, Luise König. Deutsche Verlags-Anstalt, Stuttgart u. a. 1891 (archive.org).
- Friederike von Sesenheim. Nach geschichtlichen Quellen. Friedrich Andreas Perthes, Gotha 1893 (Digitalisat in der Google-Buchsuche-USA). Neuausgabe unter dem Titel: Friederike von Sessenheim. Nach geschichtlichen Quellen. Eingeleitet und hrsg. von Klaus H. Fischer. Fischer, Schutterwald/Baden 2008, ISBN 978-3-928640-60-2.
- Friederike Brion und das Straßburger Goethe-Denkmal. In: Die Gegenwart. Wochenschrift für Literatur, Kunst und öffentliches Leben, Jahrgang 30, Band 59, Nr. 5 vom 2. Februar 1901, S. 71f. (Digitalisat in der Google-Buchsuche-USA).
- Noch einmal Friederike Brion und das Straßburger Goethe-Denkmal. In: Die Gegenwart. Wochenschrift für Literatur, Kunst und öffentliches Leben, Jahrgang 31, Band 62, Nr. 40 vom 4. Oktober 1902, S. 215–218 (Digitalisat in der Google-Buchsuche-USA).
- Zum Straßburger Freundeskreis Goethes. In: Goethe-Jahrbuch 23 (1902), S. 219–221 (Textarchiv – Internet Archive).
- Goethe und Propst Dumeiz. In: Die Gegenwart. Wochenschrift für Literatur, Kunst und öffentliches Leben. Jahrgang 32, Band 64, Nr. 30 vom 25. Juli 1903, S. 54f. (Digitalisat in der Google-Buchsuche-USA).
- Goethe's Flucht aus Frankfurt. In: Die Gegenwart. Wochenschrift für Literatur, Kunst und öffentliches Leben, Jahrgang 32, Band 64, Nr. 39 vom 26. September 1903, S. 197–200 (Digitalisat in der Google-Buchsuche-USA).
- Autobiographie des Pfarrers Karl Christian Gambs (1759–1783). Mit einem Anhang zu Friederike von Sesenheim. Singer, Straßburg und Leipzig 1909.